# Nina Haver-Løseth
Nina Haver-Løseth (ur. 27 lutego 1989 w Ålesund) – norweska narciarka alpejska, dwukrotna medalistka mistrzostw świata juniorów, brązowa medalistka olimpijska w zawodach drużynowych z igrzysk w Pjongczangu.

## Życie prywatne
Ma dwie siostry Lene i Monę, które również są narciarkami alpejskimi. Jest zamężna z Hermanem Haverem– Mathisenem.

## Kariera
Po raz pierwszy na arenie międzynarodowej pojawiła się 13 stycznia 2005 roku w rozgrywanych w Funäsdalen zawodach FIS, w których zajęła 40. miejsce w slalomie gigancie. W tym samym roku wystąpiła na mistrzostwach świata juniorów w Bardonecchii, gdzie zajęła 58. miejsce w slalomie gigancie, a także nie ukończyła drugiego przejazdu slalomu. Rok 2005 to dla Niny Løseth także początek startów w Pucharze Europy.
5 lutego 2006 roku miał miejsce jej debiut w Pucharze Świata, kiedy to na rozgrywanych w Ofterschwang zawodach sezonu 2005/2006 nie zakwalifikowała się do pierwszego przejazdu slalomu. Pierwsze punkty w tym cyklu zdobyła na zorganizowanych 11 marca 2006 roku zawodach w Levi, gdzie zajęła 28. miejsce w slalomie. W tym samym roku wzięła udział w mistrzostwach świata juniorów w Québecu, na których zdobyła brązowy medal w slalomie, a także zajęła 19. miejsce w slalomie gigancie i 51. w supergigancie. Na zorganizowanych w 2007 roku mistrzostwach świata juniorów we Flachau startowała tylko w slalomie, w którym była dziesiąta. To samo miejsce w slalomie zajęła na przeprowadzonych w tym samym roku mistrzostwach świata w Åre, na których zdobyła ponadto 30. miejsce w slalomie gigancie.
W 2009 roku wystąpiła na mistrzostwach świata w Val d’Isère, na których nie ukończyła pierwszego przejazdu slalomu, a także na będących ostatnimi w jej karierze mistrzostwach świata juniorów w Garmisch-Partenkirchen. Wywalczyła na nich brązowy medal w slalomie, a także 14. miejsce w slalomie gigancie i 23. w supergigancie.
W 2013 roku wystartowała w mistrzostwach świata w Schladming, na których zajęła 35. miejsce w slalomie gigancie, a ponadto nie ukończyła pierwszego przejazdu slalomu. Rok później wzięła udział w igrzyskach olimpijskich w Soczi, na których także nie ukończyła pierwszego przejazdu slalomu, z kolei w slalomie gigancie była siedemnasta. 4 stycznia 2015 roku po raz pierwszy w karierze stanęła na podium Pucharu Świata, kiedy to na rozegranych w ramach sezonu 2014/2015 zawodach w Zagrzebiu zajęła 3. miejsce w slalomie, przegrywając jedynie z Amerykanką Mikaelą Shiffrin i Austriaczką Kathrin Zettel. W 2015 roku wystąpiła na mistrzostwach świata w Vail/Beaver Creek, gdzie była jedenasta zarówno w slalomie, jak i w slalomie gigancie. 5 stycznia 2016 roku, podczas zorganizowanych  w Santa Caterina di Valfurva zawodach sezonu 2015/2016 odniosła swoje pierwsze zwycięstwo w Pucharze Świata, pokonując w slalomie Czeszkę Šárkę Strachovą i Słowaczkę Veronikę Velez-Zuzulovą.
W 2017 roku, podczas mistrzostw świata w Sankt Moritz zdobyła 10. miejsce w slalomie gigancie i 26. w slalomie. Na zorganizowanych rok później igrzyskach olimpijskich w Pjongczangu zajęła 15. miejsce w slalomie gigancie i 6. w slalomie, zdobyła ponadto brązowy medal w zawodach drużynowych, w których startowała z Sebastianem Fossem Solevågiem, Jonathanem Nordbottenem, Maren Skjøld, Kristin Lysdahl i Leifem Kristianem Nestvoldem-Haugenem.

## Osiągnięcia

### Igrzyska olimpijskie
| Miejsce | Dzień     | Rok  | Miejscowość | Konkurencja      | Czas biegu | Strata | Zwyciężczyni     |
| ------- | --------- | ---- | ----------- | ---------------- | ---------- | ------ | ---------------- |
| 17.     | 18 lutego | 2014 | Soczi       | Slalom gigant    | 2:36,87    | +3,09  | Tina Maze        |
| DNF1    | 21 lutego | 2014 | Soczi       | Slalom           | 1:44,54    | –      | Mikaela Shiffrin |
| 15.     | 15 lutego | 2018 | Pjongczang  | Slalom gigant    | 2:20,02    | +3,08  | Mikaela Shiffrin |
| 6.      | 16 lutego | 2018 | Pjongczang  | Slalom           | 1:38,63    | +1,53  | Frida Hansdotter |
| 3.      | 24 lutego | 2018 | Pjongczang  | Zawody drużynowe | –          | –      | Szwajcaria       |

### Mistrzostwa świata
| Miejsce | Dzień     | Rok  | Miejscowość       | Konkurencja   | Czas biegu | Strata | Zwyciężczyni     |
| ------- | --------- | ---- | ----------------- | ------------- | ---------- | ------ | ---------------- |
| 30.     | 13 lutego | 2007 | Åre               | Slalom gigant | 2:31,72    | +4,62  | Nicole Hosp      |
| 10.     | 16 lutego | 2007 | Åre               | Slalom        | 1:43,91    | +2,15  | Šárka Záhrobská  |
| DNF1    | 14 lutego | 2009 | Val d’Isère       | Slalom        | 1:51,80    | –      | Maria Riesch     |
| 35.     | 14 lutego | 2013 | Schladming        | Slalom gigant | 2:08,06    | +8,26  | Tessa Worley     |
| DNF1    | 16 lutego | 2013 | Schladming        | Slalom        | 1:39,85    | –      | Mikaela Shiffrin |
| 11.     | 12 lutego | 2015 | Vail/Beaver Creek | Slalom gigant | 2:19,16    | +2,83  | Anna Fenninger   |
| 11.     | 14 lutego | 2015 | Vail/Beaver Creek | Slalom        | 1:38,48    | +2,95  | Mikaela Shiffrin |
| 10.     | 16 lutego | 2017 | Sankt Moritz      | Slalom gigant | 2:05,55    | +1,97  | Tessa Worley     |
| 26.     | 18 lutego | 2017 | Sankt Moritz      | Slalom        | 1:37,27    | +5,70  | Mikaela Shiffrin |

### Mistrzostwa świata juniorów
| Miejsce | Dzień     | Rok  | Miejscowość            | Konkurencja   | Czas biegu | Strata | Zwyciężczyni          |
| ------- | --------- | ---- | ---------------------- | ------------- | ---------- | ------ | --------------------- |
| DNF2    | 25 lutego | 2005 | Bardonecchia           | Slalom        | 1:23,97    | –      | Šárka Záhrobská       |
| 58.     | 26 lutego | 2005 | Bardonecchia           | Slalom gigant | 2:21,34    | +10,25 | Nadia Fanchini        |
| 3.      | 4 marca   | 2006 | Québec                 | Slalom        | 1:37,30    | +1,46  | Maria Pietilä-Holmner |
| 51.     | 5 marca   | 2006 | Québec                 | Supergigant   | 1:10,96    | +5,67  | Anna Fenninger        |
| 19.     | 7 marca   | 2006 | Québec                 | Slalom gigant | 2:22,43    | 2,93   | Tina Weirather        |
| 10.     | 8 marca   | 2007 | Flachau                | Slalom gigant | 2:14,90    | +2,27  | Nicole Schmidhofer    |
| 3.      | 1 marca   | 2009 | Garmisch-Partenkirchen | Slalom        | 1:42,07    | +0,94  | Denise Feierabend     |
| 14.     | 2 marca   | 2009 | Garmisch-Partenkirchen | Slalom gigant | 2:45,81    | +4,47  | Viktoria Rebensburg   |
| 23.     | 4 marca   | 2009 | Garmisch-Partenkirchen | Supergigant   | 1:19,80    | +3,55  | Viktoria Rebensburg   |

### Puchar Świata

#### Miejsca w klasyfikacji generalnej
| Sezon     | Miejsce |
| --------- | ------- |
| 2005/2006 | 116.    |
| 2006/2007 | 59.     |
| 2007/2008 | 37.     |
| 2008/2009 | 85.     |
| 2009/2010 | 101.    |
| 2010/2011 | –       |
| 2011/2012 | –       |
| 2012/2013 | 58.     |
| 2013/2014 | 22.     |
| 2014/2015 | 23.     |
| 2015/2016 | 9.      |
| 2016/2017 | 12.     |
| 2017/2018 | 16.     |
| 2018/2019 | 44.     |
| 2019/2020 | 23.     |

#### Miejsca na podium w zawodach
| Nr | Dzień        | Rok  | Miejscowość                | Konkurencja       | Czas jazdy | Miejsce | Strata | Zwyciężczyni     |
| -- | ------------ | ---- | -------------------------- | ----------------- | ---------- | ------- | ------ | ---------------- |
| 1. | 4 stycznia   | 2015 | Zagrzeb                    | Slalom            | 1:59,45    | 3.      | +3,27  | Mikaela Shiffrin |
| 2. | 13 grudnia   | 2015 | Åre                        | Slalom            | 1:44,91    | 3.      | +0,65  | Petra Vlhová     |
| 3. | 20 grudnia   | 2015 | Courchevel                 | Slalom gigant     | 2:01,89    | 2.      | +0,17  | Eva-Maria Brem   |
| 4. | 5 stycznia   | 2016 | Santa Caterina di Valfurva | Slalom            | 1:57,65    | 1.      | –      | –                |
| 5. | 26 listopada | 2016 | Killington                 | Slalom gigant     | 2:00,06    | 2.      | +0,80  | Tessa Worley     |
| 6. | 10 stycznia  | 2017 | Flachau                    | Slalom            | 1:51,98    | 2.      | +0,58  | Frida Hansdotter |
| 7. | 31 stycznia  | 2017 | Sztokholm                  | Slalom równoległy | ?          | 3.      | –      | Mikaela Shiffrin |
| 8. | 30 stycznia  | 2018 | Sztokholm                  | Slalom równoległy | ?          | 1.      | –      | –                |